# 富山県道346号山田湯谷線
富山県道346号山田湯谷線（とやまけんどう346ごう やまだゆだにせん）は富山県富山市と同県砺波市を結ぶ一般県道（富山県道）である。

## 概要
- 起点：富山県富山市山田鎌倉字大日473（＝富山県道59号富山庄川線交点）
- 終点：富山県砺波市庄川町湯谷字脇谷134（＝国道471号交点）

## 歴史
- 1980年（昭和55年）3月31日：路線認定[1]。

## 接続道路
- 富山県道59号富山庄川線（富山市山田鎌倉：起点）
- 富山県道354号川内五郎丸線（砺波市五谷）
- 国道471号（砺波市庄川町湯谷：終点）

## 重複区間
- 富山県道354線川内五郎丸線（砺波市川内 - 同市五谷）

## 車両交通不能区間
- 富山市山田小谷 - 湯谷川ダム - 同市山田今山田

## 通過する自治体
- 富山県
  - 富山市 - 砺波市

## 周辺
- 山田川
- 医療法人社団親和会 山田温泉病院
- 牛岳温泉スキー場
- 湯谷川ダム
- となみ夢の平スキー場
- 庄川湯谷温泉
- 庄川